# گمینا رنچنو
گمینا رنچنو (به لهستانی:  Gmina Ręczno) یک گمینا در لهستان است که در شهرستان پیوترکوف واقع شده‌است. گمینا رنچنو ۸۹٫۲۱ کیلومتر مربع مساحت و ۳٬۶۲۹ نفر جمعیت دارد.